# Сорока (рукав)
Сорока — речной рукав в России, протекает по территории Беломорского городского поселения Беломорского района Республики Карелии. Длина рукава — 11 км.
Является одним из рукавов в дельте Нижнего Выга.
В Сороку впадает Торлов Ручей и река Уда.
Код объекта в государственном водном реестре — 02020001312002000004979.

## Дополнительные ссылки
- [Политова Н. В., Филиппов А. С., Володин В. Д., Здоровеннов Р. Э., Зуйкова М.В., Зыкова О. А., Кравчишина М. Д., Потапова И. Ю., Таскаев В. Р., Толстиков А. В., Яковлев А. Е. Комплексные исследования системы Белого моря в рейсе научно-исследовательского судна «Эколог» летом 2013 г. resources.krc.karelia.ru. Океанология (2014). — Т. 54. — № 6. — С. 855—858. Дата обращения: 27 марта 2020.]